# Ангальт-Дессау, Вильгельм Густав
Вильгельм Густав Ангальт-Дессау (1699—1737) — прусский генерал-лейтенант из рода Асканиев.

## Биография
Вильгельм Густав был первым из десяти детей принца Леопольда I Ангальт-Дессау и его жены Анны Луизы Фёзе; родился в Дессау 20 июня 1699 года.
Получил звание капитана в 1706 году и сопровождал своего отца в кампании против Франции в 1712 году. В 1713 году он получил в командование роту жандармского полка прусской армии. В 1715 году был назначен командиром конного полка. В 1719 году он принял участие в турецкой войне в Венгрии и был награжден орденом Чёрного орла. В 1734—1735 годах был добровольцем на войне Евгения Савойского против Франции.
Умер от оспы 16 декабря 1737 года.
Вильгельм Густав был фактическим наследником престола княжества Ангальт-Дессау, но тайно женился в 1726 году на Иоганне Софии Эрре (1706–1795), дочери пивовара. Этот морганатический брак изначально держался в секрете. Он умер на десять лет раньше своего отца, а его дети были отстранены от наследования, которое перешло к его брату Леопольду Максимилиану. После смерти Вильгельма Густава его вдова и все три дочери и шесть сыновей получили титул графа или графини Ангальт. Эта ветвь угасла в 1823 году со смертью графа Альбрехта. Однако осталась побочная ветвь, идущая от незаконного сына Вильгельма Густава. Сначала представители этой ветви носили фамилию Густавсон, однако 3 января 1761 года король Пруссии Фридрих II Великий возвёл их в дворянское достоинство и разрешил носить фамилию Ангальт.

## Семья
Жена: Иоганна София Эрре (1706—1795). Их дети:
- Вильгельм (1727—1760), погиб в битве при Торгау в звании прусского подполковника.
- Леопольд Людвиг (1729—1795), прусский генерал, кавалер ордена Чёрного орла.
- Густав (26.05.1730—22.11.1757), капитан пехотного полка, погиб в сражении при Бреслау
- Иоганна София (1731—1786), настоятельница монастыря Мозигкау.
- Фридрих (1732—1794), генерал-адъютант Екатерины II, генерал-директор Сухопутного шляхетного кадетского корпуса.
- Вильгельмина (12.02.1734—04.06.1781)
- Альбрехт[болг.] (1735—1802), прусский генерал-майор.
- Генрих (04.09.1736—14.09.1758), капитан прусской армии.
- Леопольдина Анна (26.01.1738—26.09.1808)

Также, от внебрачной связи с Генриеттой Марианной Шардиус, дочерью суперинтенданта Дессау, у него были двое детей:
- Карл Филипп (1732—1806), прусский генерал-майор ⚭ Фридерика Альбертина фон Ведель (1751—1825), дочь Карла Генриха фон Веделя.
- Генрих Вильгельм[болг.] (1734—1801), прусский генерал от инфантерии; был женат на дочери Карла Генриха фон Веделя, Каролине Фридерике (1748—1780).